# Batang Baruhar Julu
Batang Baruhar Julu is een bestuurslaag in het regentschap Padang Lawas Utara van de provincie Noord-Sumatra, Indonesië. Batang Baruhar Julu telt 1670 inwoners (volkstelling 2010).